# Владимир Бонч-Брујевич
Владимир Дмитријевич Бонч-Брујевич (рус. Владимир Дмитриевич Бонч-Бруевич; 28. јун 1873 — Москва, 14. јул 1955) је био совјетски политичар, доктор историјских наука, етнограф и писац. Брат Михаила Дмитријевича Бонч-Брујевича.

## Биографија
Рођен је у племићкој породици, отац му је био чиновник у геодетској служби а мајка ћерка професора. Године 1883. се уписао на Константиновски геодетски институт (рус. Константиновский межевой институт), али је због учешћа у револуционарном покрету искључен и послат у Курск. Тамо је од 1890. до 1892. похађао геодетску школу и самостално се образовао. У Москву се вратио 1892, где добровољно учествује у сузбијању епидемије колере, што му је омогућило пролаз до било којих установа и институција, па је могао да се упозна са илегалцима и дистрибуира партијску литературу. 1894. се упознао са Лењином.
Године 1895, је постао члан московског социјал-демократског „Радничког савеза“, а бољшевик је постао 1903. после другог конгреса РСДРП (рус. Российская социал-демократическая рабочая партия - РСДРП)
Године 1896, је отпутовао у Цирих да се повеже с групом „Ослобођење рада“ (рус. Освобождение труда) и постао је политички емигрант. Студирао је на Циришком универзитету на факултету природних наука. Изучавао је социолошко-теолошки покрет у Русији. Сарађивао је у страним публикацијама, укључујући и лењинистичку „Искру“. Руководио је страном партијском техником (штампање, издавање пасоша, прослеђивање литературе и друго). Био је организатор библиотека и архива.
Маја 1899. (заједно са својом женом Вером) је спровео у Канаду једну од већих емигрантских група Духобораца, што му је дало прилику да се детаљно и свестрано упозна с њиховим животом. Настанио се у селу Михајлово код Јорктона, посећивао околна села и скупљао усмена предања. Записао је преко 1000 псалама и других текстова и објавио их је 1909. у делу „Животна књига Духобораца“.
Почетком 1905. се вратио у Петровград, где је у прво време радио илегално. Током 1906. је организовао и учествовао у организацији издавања партијских дневних новина „Наша мисл“ (рус. Наша Мысль - Наша мисао), часописа „Вестник жизни“ (рус. Вестник Жизни - Гласник живота), „Ехо“ (рус. Эхо - Ехо), „Волна“ (рус. Волна - Талас), „Вперед“ (рус. Вперед - Напред) и штампарије ЦК РСДРП(б) „Дело“. Следеће године је на челу бољшевичке издавачке куће „Жизњ и знание“ (рус. Жизнь и знание - Живот и знање), учествује у организацији и уређивању часописа и зборника „Звезда“ и „Просвешчение“ (рус. Просвещение - Просвета). Истовремено је наставио рад на проучавању руског секташтва формирањем посебног секташког одељења при Академији наука. Кад је 1912. основана „Правда“ (рус. Правда - Истина), стално је учествовао у њеном раду.
После фебруарске револуције члан Изврпног комитета Петровградског савета, до маја 1917. члан редакције „Известија“ (рус. Известия - Дневник) Петровградског савета, уредник бољшевистичког часописа „Рабочиј и солдат“ (рус. Рабочий и солдат - Радник и војник).
У време Октобарске револуције је био командант рејона Смолни-Таврически дворац, члан Комитета револуционарне одбране Петровграда, председник Комитета за борбу против саботажа и контрареволуције. Као директор СНК РСФСР активно је учествовао у организацији централног апарата социјалистичке државе. Руководио је пресељењем Совјетске власти из Петровграда у Москву 1918. године. Био је председник комитета за изградњу санитарно-пропусних пунктова на свим московским станицама, руководио је посебним комитетом за оспособљавање водовода и канализације у Москви, организовао је и 9 година руководио огледним совхозом „Лесни пољани“ (рус. Лесные поляны).
За то време није прекидао научну и публицистичку делатност - и даље је водио „Жизњ и знание“, учествовао је у раду партијског издања „Комунист“ и РОСТА (рус. Российское телеграфное агентство - Руска Телеграфска Агенција). 1918. је изабран за члана Социјалистичке академије друштвених наука (рус. Социалистическая академия общественных наук). Од 1918. до 1920. је издао низ радова о историји револуционарног покрета у Русији, о историји религије и атеизма, секташтву, етнографији и литературе. Од 1933. је директор Државног литературног музеја, а 1945-1955. директор Музеја историје религије и атеизма АН СССР у Лењинграду.
Сахрањен је на Новодевичјем гробљу у Москви.

## Награде
- Орден Лењина.

## Породица
Жене: прва жена Владимира Бонч-Брујевича је била Вера Михајловна Величкина, такође револуционар и писац, једна од организатора здравства у Русији, Лењинов лекар; друга жена му је била Ана Семеновна Тинкер.
Ћерке: Јелена (рус. Елена) Владимировна и Вера Владимировна (по мужу Авербах).
Унук: Виктор Леополдович Бонч-Брујевич, професор Московског универзитета, совјетски физичар познат по раду у области теорије полупроводника.
Брат: Михаил Дмитријевич Бонч-Брујевич, вискои војни руководилац Царске Русије и СССР.